# Macrolepiota
Genre

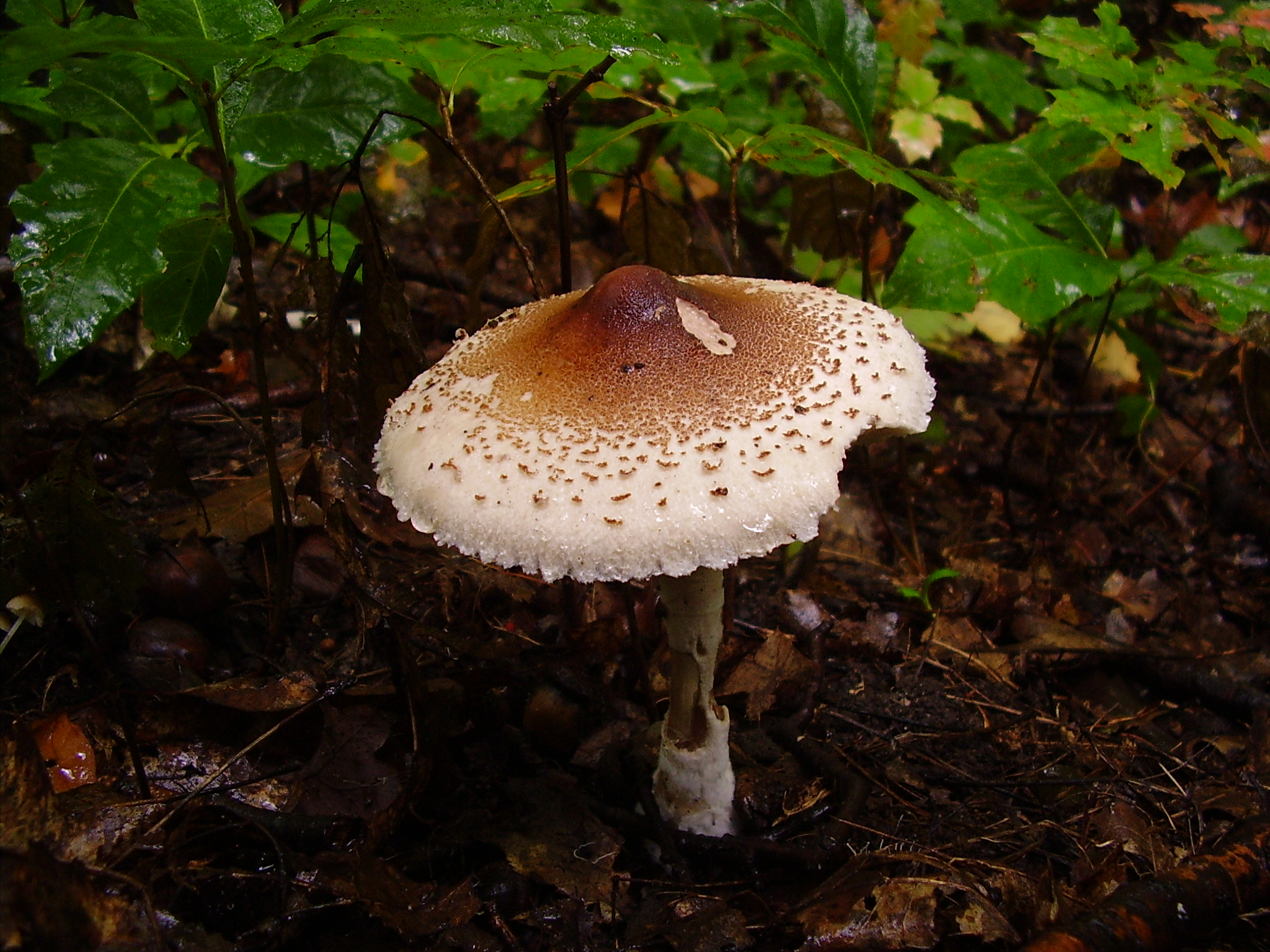
Macrolepiota mastoidea

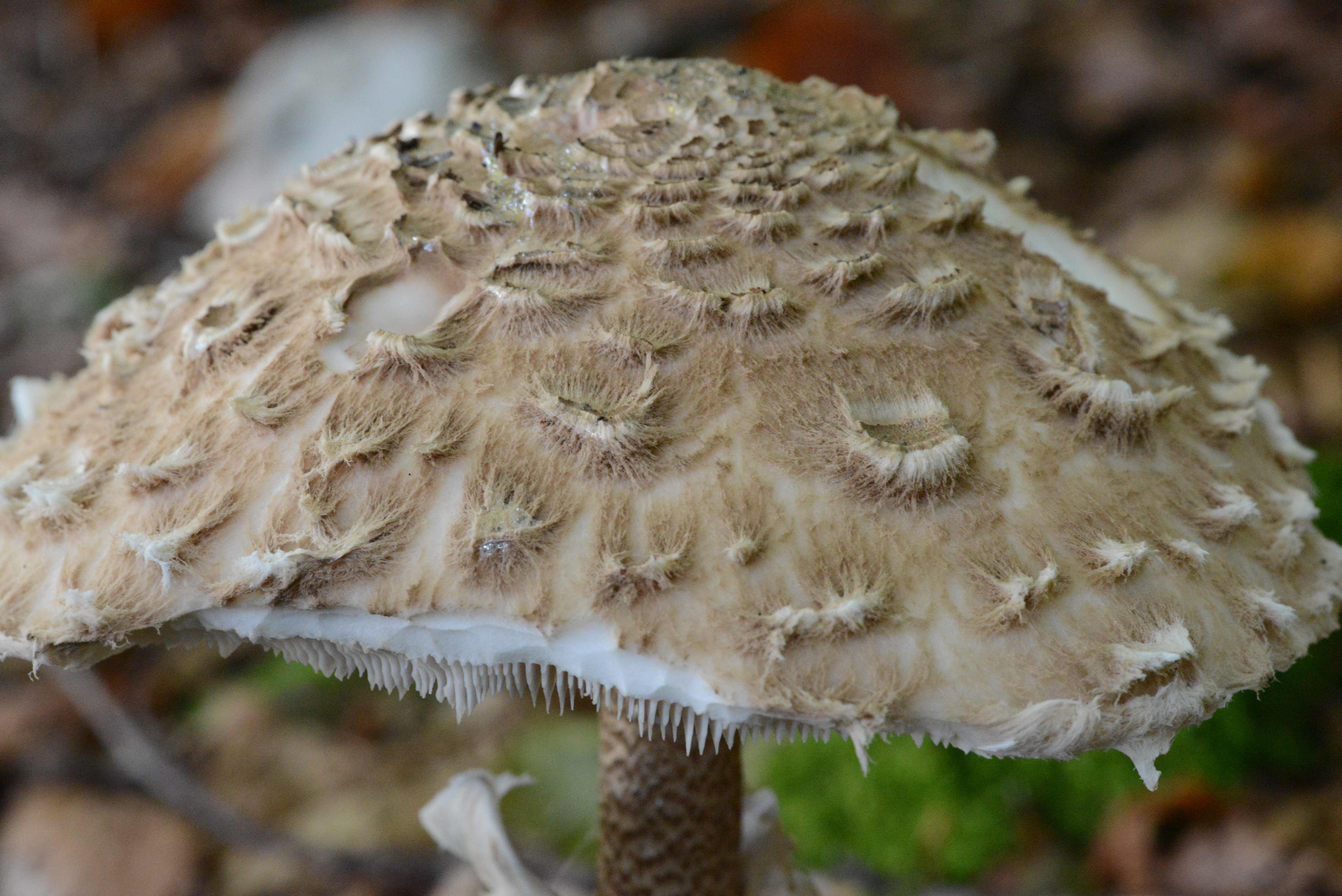
Macrolepiota rhacodes

Macrolepiota, de leur nom vernaculaire, les macrolépiotes forment un genre de champignons basidiomycètes de la famille des Agaricaceae. Macrolepiota procera, ou lépiote élevée, qui présente 10 variétés, 7 formes, est la plus commune des macrolépiotes. Des études phylogénétiques récentes on divisé le genre en deux genres : Macrolepiota et Chlorophyllum.

## Étymologie
Leur nom vient du grec makros, « grand » et de Lepiota, du grec λε ́πιον, « petite écaille, petite croûte ».

## Utilisation
Macrolepiota albuminosa est consommé dans la cuisine chinoise, où il est appelé jīzōng ( 鸡枞 , littéralement « sapin-poulet »).
Macrolepiota procera (et plusieurs espèces proches) est consommée dans la cuisine européenne, où elle est appelée « coulemelle ».

## Phylogénie
Le genre Macrolepiota a été créé pour distinguer les grandes lépiotes du genre Lepiota où elles étaient classées précédemment. Le genre Macrolepiota comprend maintenant une douzaine d'espèces. Il est ensuite divisé en deux genres Macrolepiota et Chlorophyllum caractérisé par une cuticule hyménidermale du chapeau et un stipe lisse. 
Les études de phylogénétique ont divisé ce genre en deux genres, Macrolepiota et Chlorophyllum. Le premier comprend une douzaine d'espèces dont Macrolepiota procera, Macrolepiota mastoidea, Macrolepiota clelandii et certaines espèces étroitement apparentées, tandis que le second genre qui était plus diversifié comprend maintenant Chlorophyllum rhacodes, Chlorophyllum molybdites, Chlorophyllum olivieri, Chlorophyllum hortensis, et une nouvelles espèce, Chlorophyllum sphaerosporum
.

### Arbre phylogénique desMacrolepiota
(mai 2013).
- Si vous ne connaissez pas le sujet, laissez ce bandeau (vous pouvez alors contacter les auteurs).
- Si vous supprimez le contenu mis en cause (vous pouvez préalablement contacter les auteurs),

argumentez précisément cette suppression dans la page de discussion
(un manque de référence n'est pas un argument ; une recherche réelle de référence doit avoir été effectuée, être formellement documentée).
- Clade des Athéloïdes
  - Boletales, Clade des Bolets
  - Agaricales, Clade des Euagarics
    - Clade des Agaricoïdes
      - Agaricaceae
        - Lepiota 56 sp.
          - Clade 4 Macrolepiota sp.
            - Macrolepiota dolichaula
            - Macrolepiota procera
            - Macrolepiota fulliginosa
            - Macrolepiota excoriata
            - Macrolepiota mastoidea
            - Macrolepiota phaeodisca

          - Clade 3 Leucoagaricus
            - Leucoagaricus sp.
            - Macrolepiota nympharum
              - Leucocoprinus sp.

          - Clade 2 Chlorophyllum sp.
            - Chlorophyllum hortensis
            - Chlorophyllum molybdites
            - Chlorophyllum rhacodes
            -  Chlorophyllum olivieri

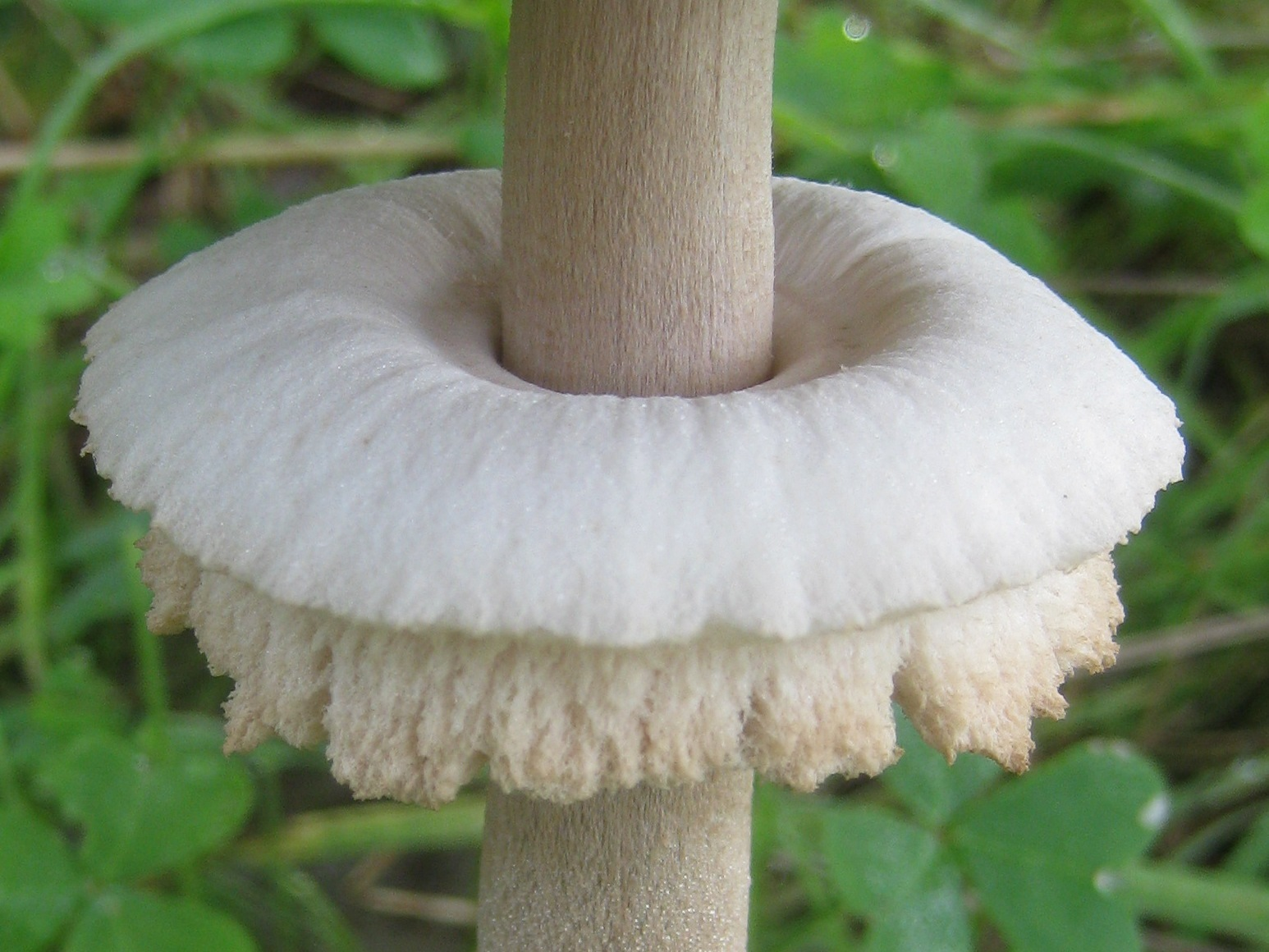
La célèbre lépiote élevée (Macrolepiota procera) est reconnaissable à sa taille imposante et à son anneau complexe et coulissant.

            - Chlorophyllum sphaerosporum (novae sp.)
            - Chlorophyllum agaricoïdes

          - Clade 1 Agaricus 70 sp.
            - Micropsaliota sp.
              -  Agaricus californicus
                -  Agaricus bitorquis
                  - Agaricus bisporus
                    - Agaricus campestris
                      - Agaricus sp.

### Liste des espèces du genreMacrolepiota
Selon Index Fungorum (12 février 2017) :

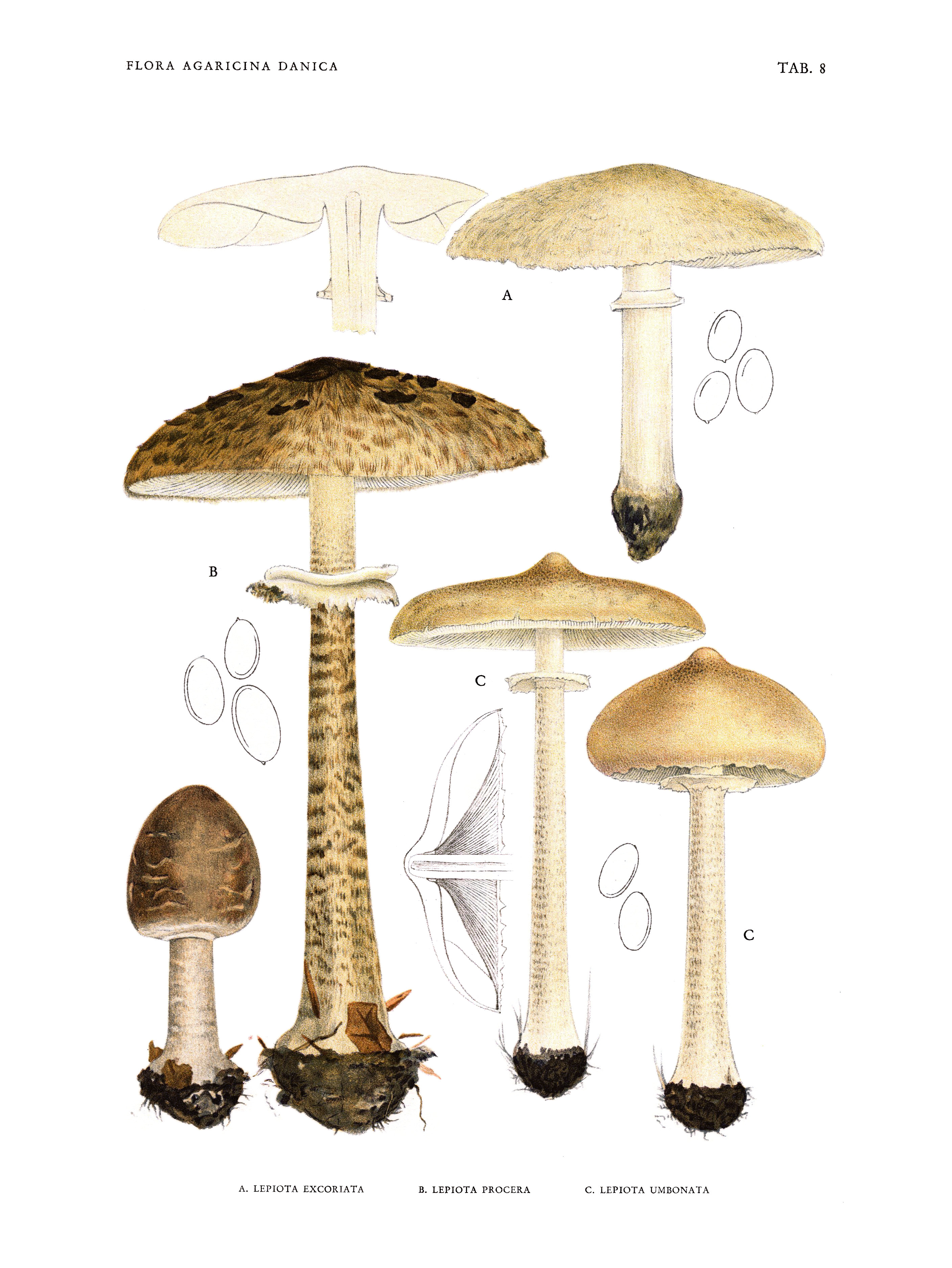
Planche naturaliste de Macrolepiota excoriata

- Macrolepiota africana (R. Heim) Heinem. 1969
- Macrolepiota albida Heinem. 1969
- Macrolepiota albuminosa (Berk.) Pegler 1972
- Macrolepiota ampliospora Sosin 1960
- Macrolepiota bonaerensis (Speg.) Singer 1951
- Macrolepiota brasiliensis (Rick) Raithelh. 1988
- Macrolepiota brunnescens Vellinga 2003
- Macrolepiota campestris Lebedeva ex Samgina 1983
- Macrolepiota citrinascens Vasas 1990
- Macrolepiota clelandii Grgur. 1997
- Macrolepiota colombiana Franco-Mol. 1999
- Macrolepiota crustosa L.P. Shao & C.T. Xiang 1980
- Macrolepiota detersa Z.W. Ge, Zhu L. Yang & Vellinga 2010
- Macrolepiota dolichaula (Berk. & Broome) Pegler & R.W. Rayner 1969
- Macrolepiota eucharis Vellinga & Halling 2003
- Macrolepiota excoriata (Schaeff.) M.M. Moser 1955
- Macrolepiota excoriata (Schaeff.) Wasser 1978
- Macrolepiota fornica Raithelh. 1988
- Macrolepiota fuligineosquarrosa Malençon 1979
- Macrolepiota fuliginosa (Barla) Bon 1977
- Macrolepiota gasteroidea T. Lebel 2011
- Macrolepiota gracilenta (Krombh.) Wasser 1978
- Macrolepiota imbricata (Henn.) Pegler 1966
- Macrolepiota kerandi (Speg.) Singer 1951
- Macrolepiota konradii (Huijsman ex P.D. Orton) M.M. Moser 1967
- Macrolepiota mallea (Berk.) Manjula 1983
- Macrolepiota mastoidea (Fr.) Singer 1951
- Macrolepiota nordica Bellù & Lanzoni 1986
- Macrolepiota nordica Bellù 1993
- Macrolepiota odorata Heinem. 1969
- Macrolepiota olivascens M.M. Moser 1953
- Macrolepiota olivascens M.M. Moser 1955
- Macrolepiota olivascens Singer & M.M. Moser 1961
- Macrolepiota orientiexcoriata Z.W. Ge, Zhu L. Yang & Vellinga 2010
- Macrolepiota permixta (Barla) Pacioni 1979
- Macrolepiota phaeodisca Bellù 1984
- Macrolepiota procera (Scop.) Singer 1948
- Macrolepiota prominens (Sacc.) M.M. Moser 1967
- Macrolepiota psammophila Guinb. 1996
- Macrolepiota pulchella de Meijer & Vellinga 2003
- Macrolepiota rubescens (L.M. Dufour) Pázmány 1985
- Macrolepiota stercoraria (Rick) Raithelh. 1988
- Macrolepiota subcitrophylla Z.W. Ge 2012
- Macrolepiota turbinata T. Lebel 2011
- Macrolepiota velosa Vellinga & Zhu L. Yang 2003
- Macrolepiota vinaceofibrillosa T. Lebel 2011
- Macrolepiota zeyheri Heinem. 1962

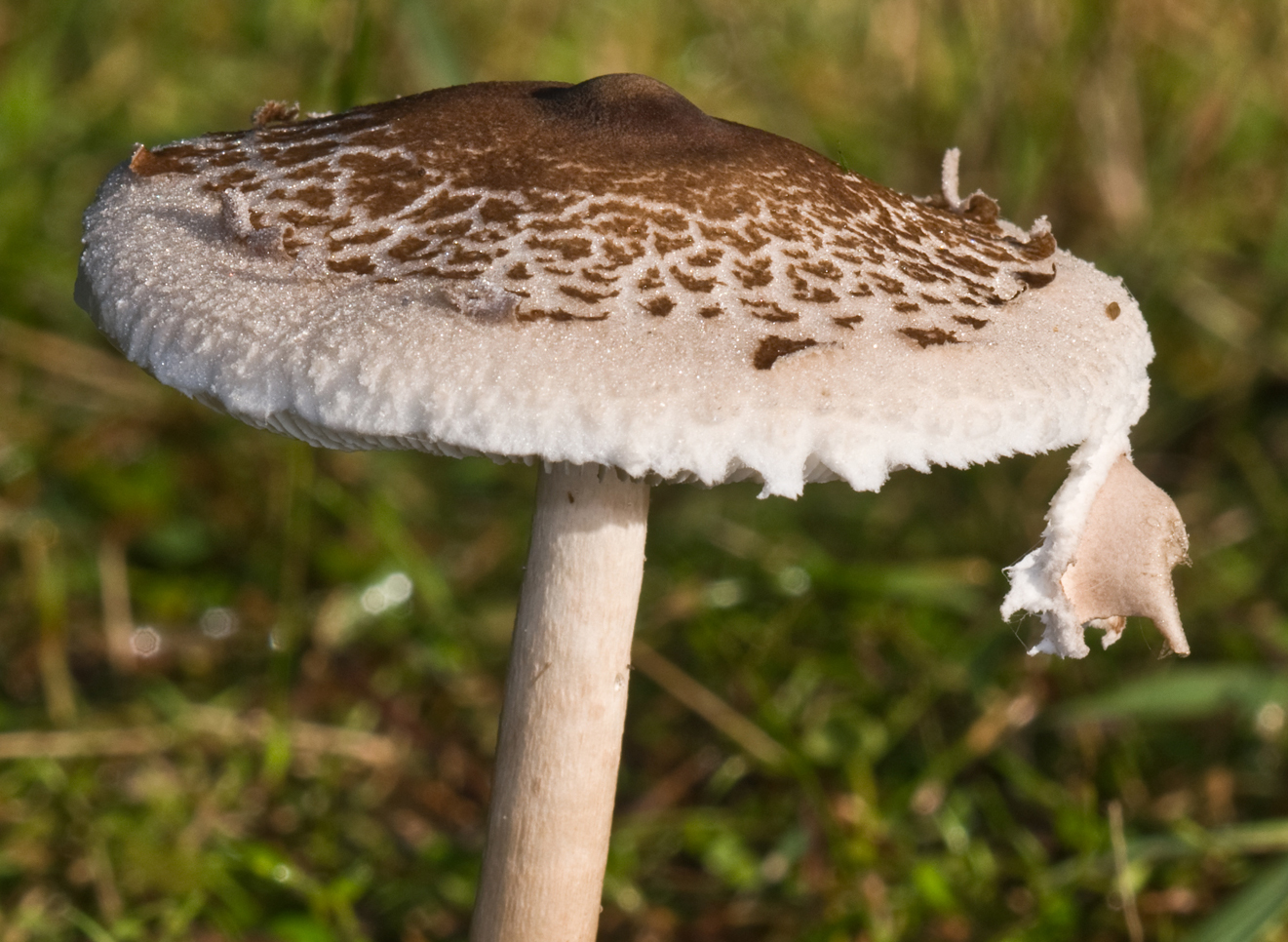
Macrolepiota clelandii
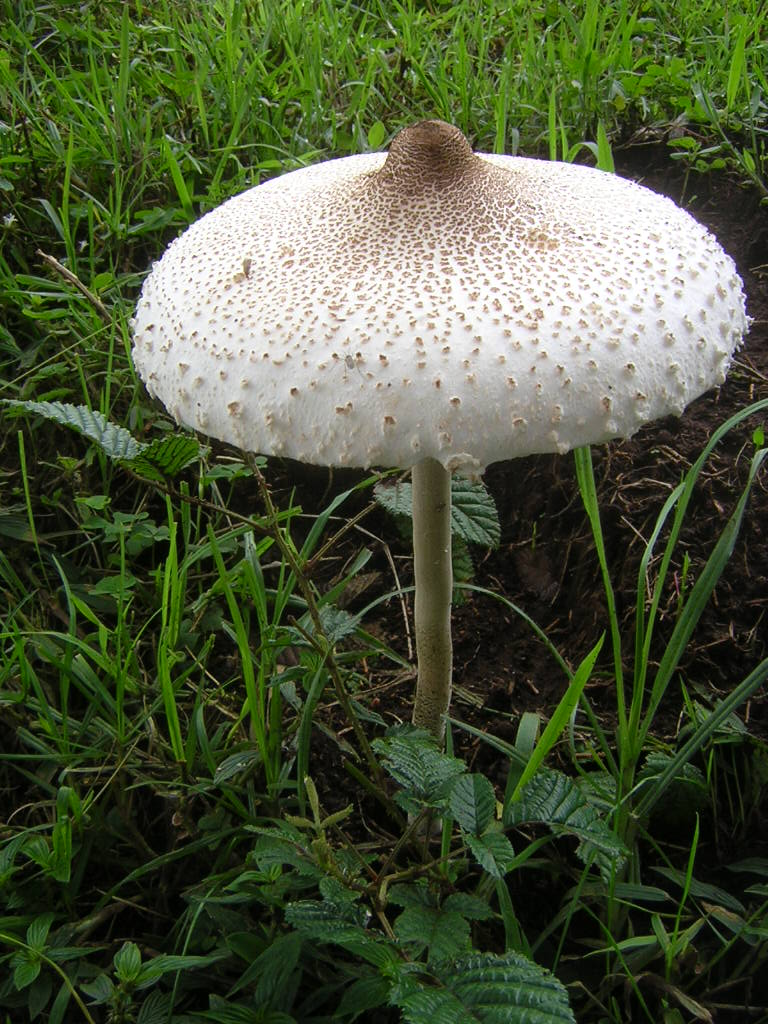
Macrolepiota dolichaula
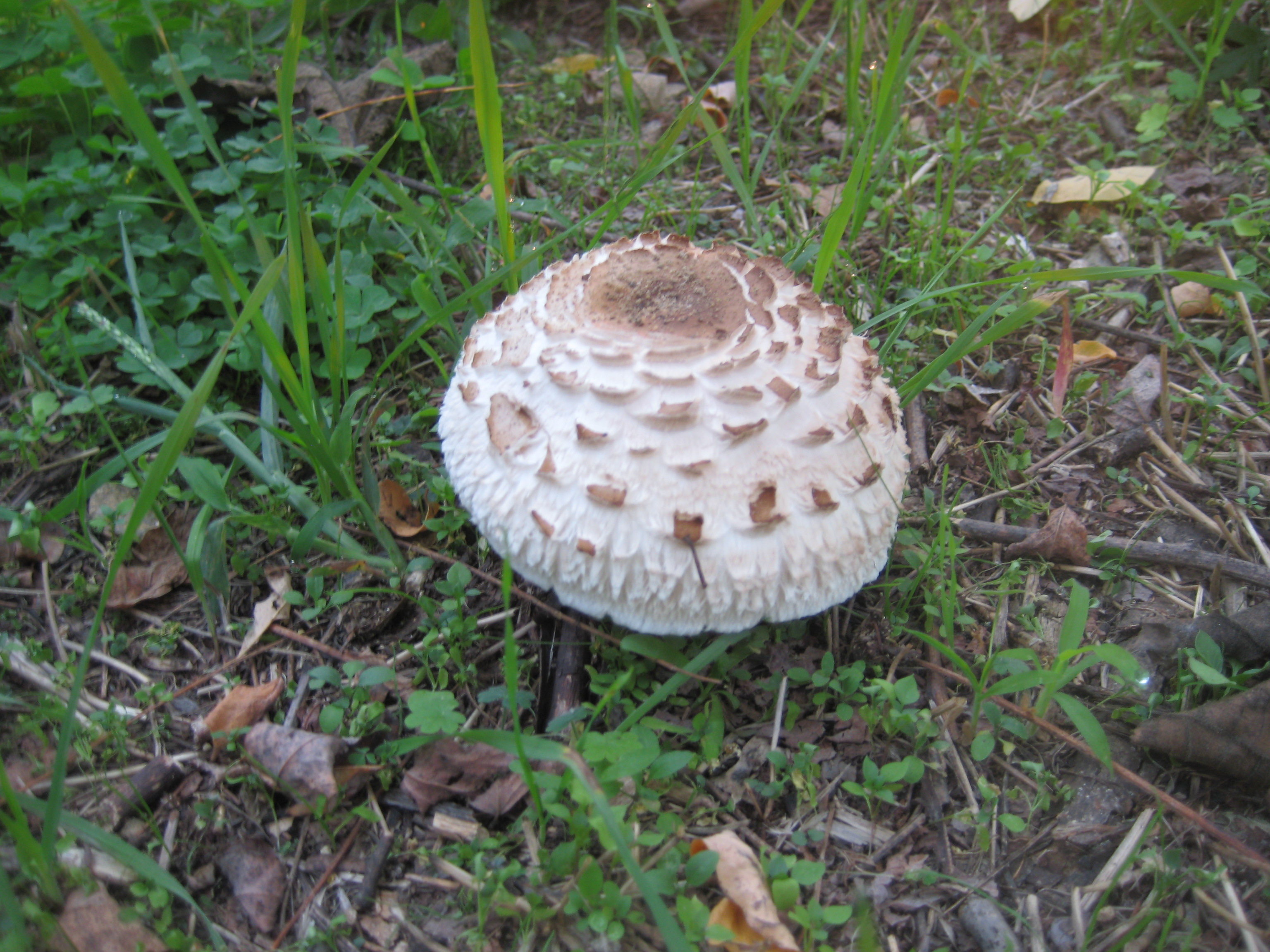
Macrolepiota excoriata
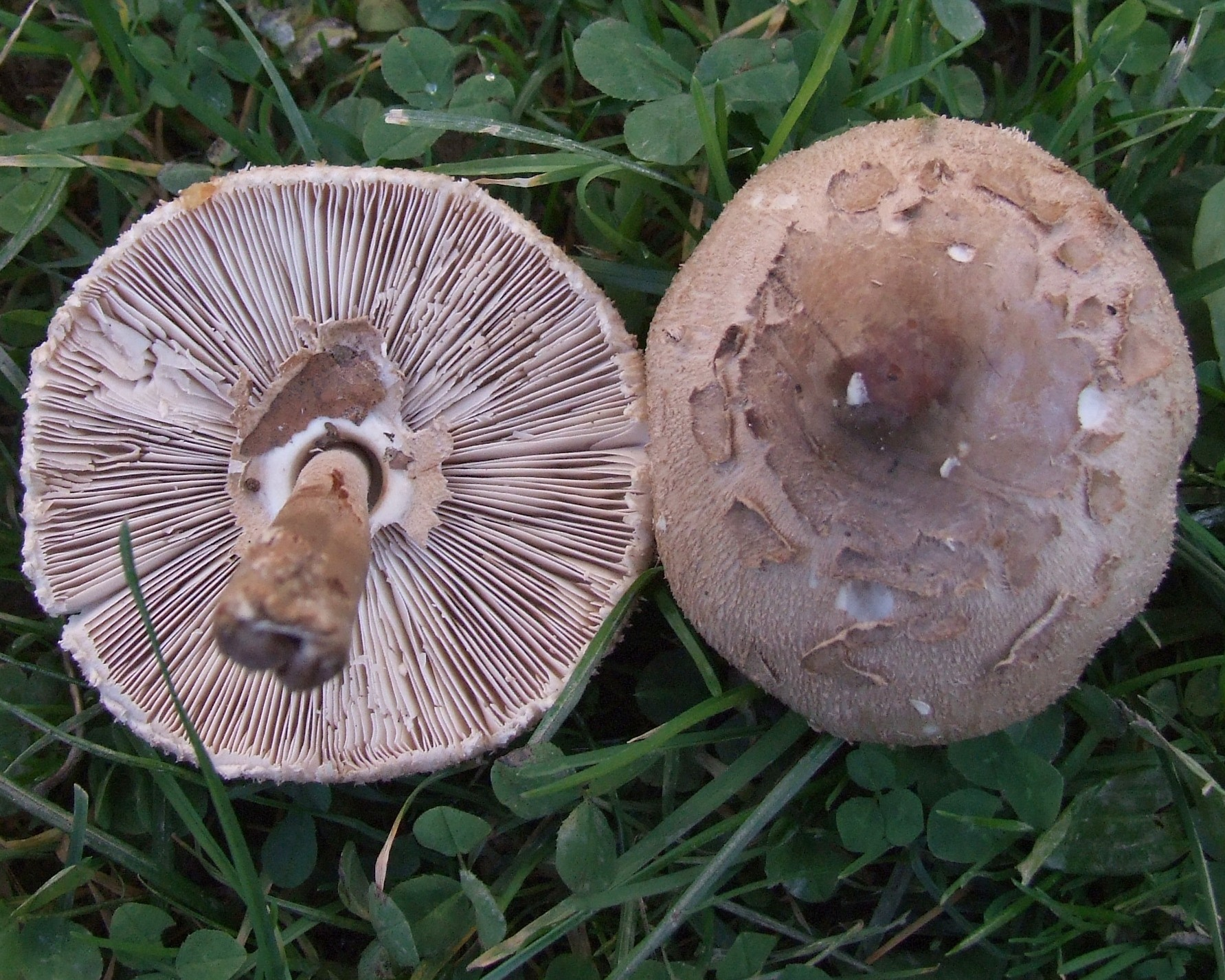
Macrolepiota konradii
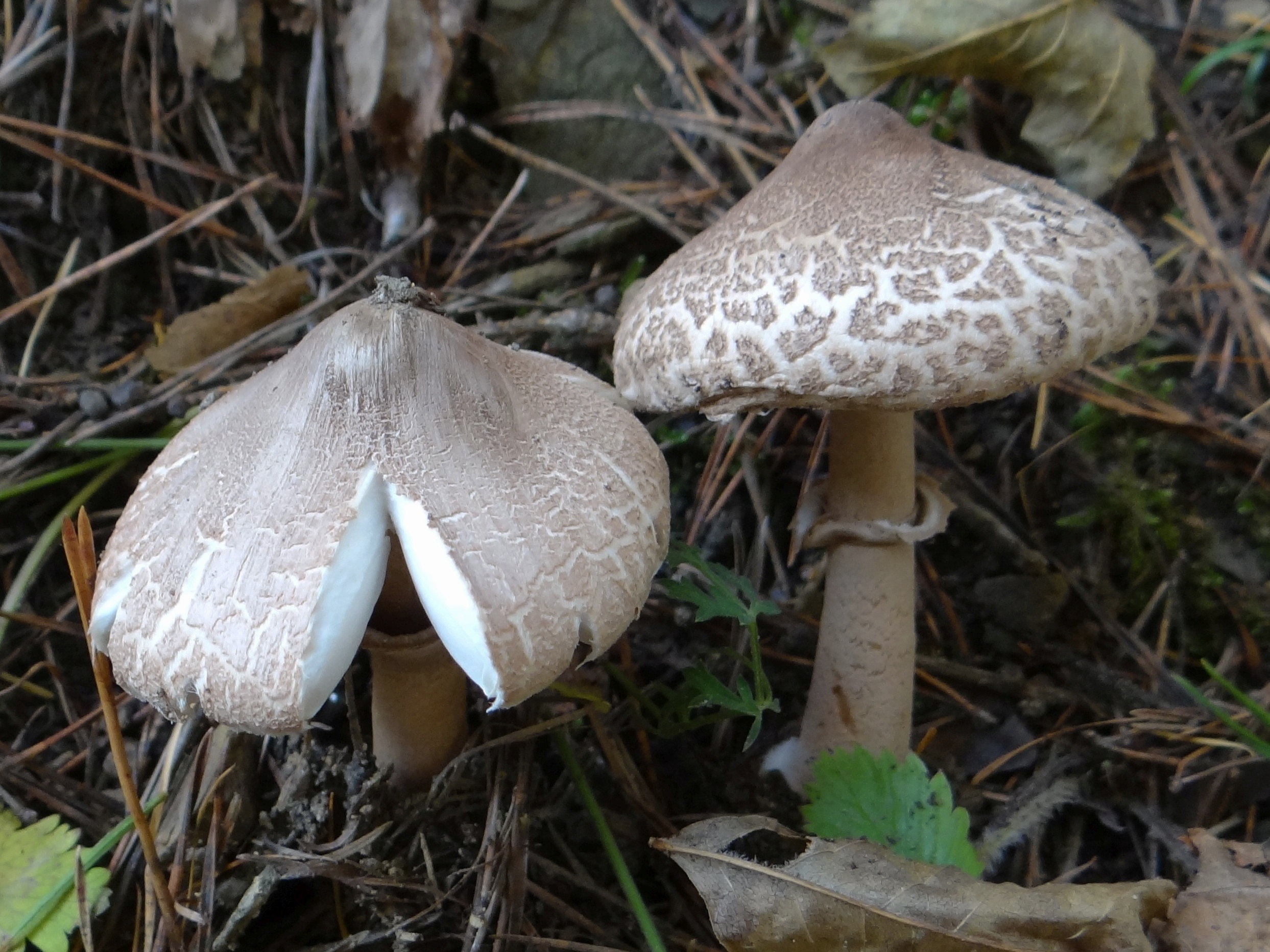
Macrolepiota mastoidea
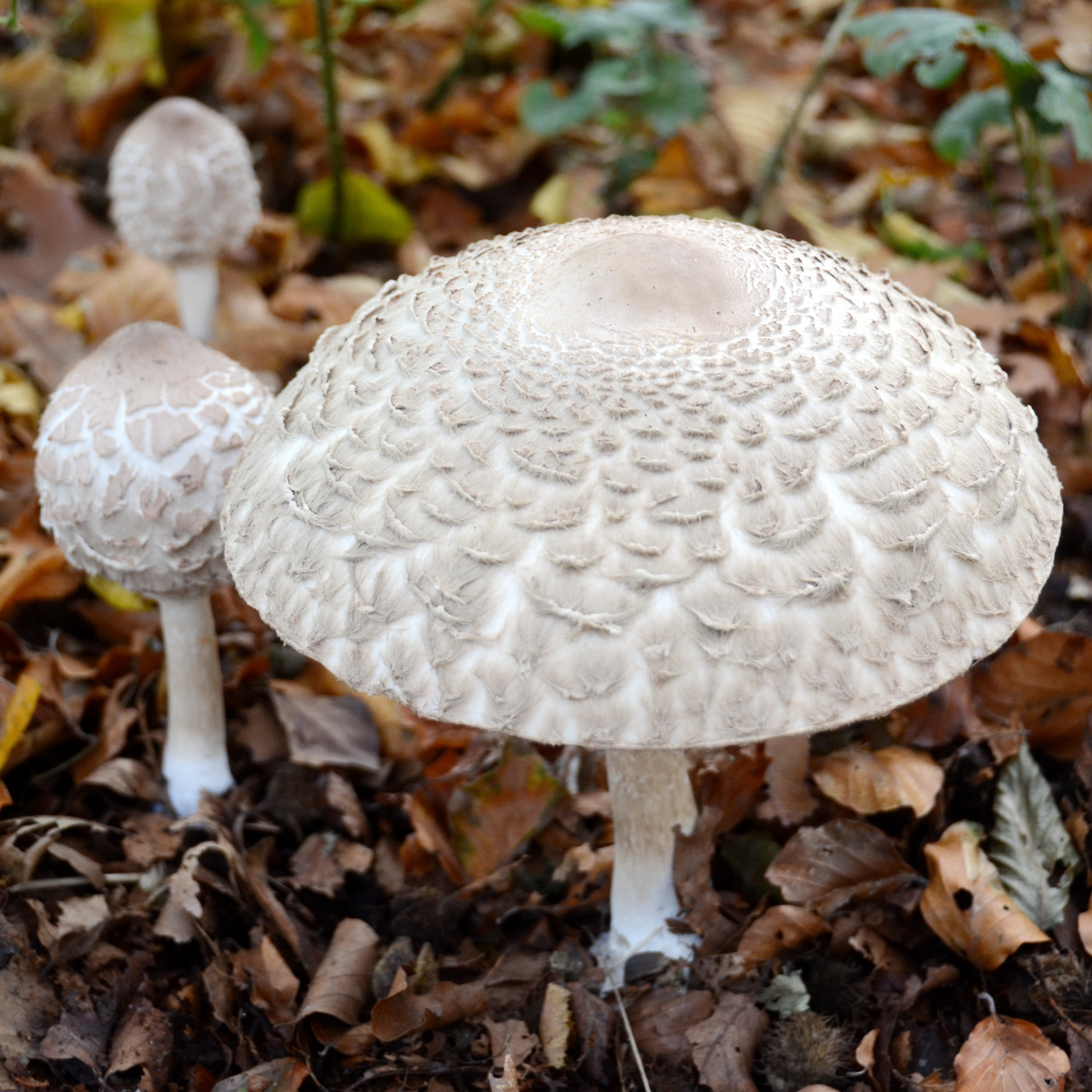
Macrolepiota rachodes